# Iside (regina)
Iside (fl. XV secolo a.C.) è stata una regina della XVIII dinastia egizia, sposa secondaria di Thutmose II e madre di Thutmose III.
|             |        |    |
| \| \| \| \| |        |    |
|             |        |    |
| st          | t · H8 | B7 |

| st | t · H8 | B7 |

|             |        |    |
| \| \| \| \| |        |    |
|             |        |    |
| st          | t · H8 | B7 |

| st | t · H8 | B7 |

Iset (Iside)

## Biografia
La regina Iside fu madre del faraone Thutmose III, uno dei più importanti della storia egizia, unico figlio di Thutmose II. Il nome della regina compare, debitamente onorato, su una statua a Karnak risalente a Thutmose III e sulle bende della mummia del medesimo sovrano, morto l'11 maggio 1425 a.C. Nonostante in queste tarde testimonianze ella sia chiamata Grande Sposa Reale, tale alto titolo appartenne, durante il regno di Thutmose II, ad Hatshepsut: la regina Iside ne fu insignita solo quando suo figlio divenne faraone. Ciò avvenne tardivamente: Thutmose II morì nel 1479 a.C. e da allora la influentissima Hatshepsut divenne reggente per il nipote/figliastro Thutmose III, allora bambino. Hatshepsut regnò a pieno diritto come faraone (unico caso nella storia egizia), relegando Thutmose III al ruolo di co-reggente, fino al 1458 a.C., quando morì. Allora la regina Iside poté fregiarsi del titolo di Madre del dio; non è chiaro invece se Iside venisse appellata Grande Sposa Reale (di Thutmose II) già quando Thutmose III era co-reggente.

Thutmose III fece rappresentare la propria madre in più punti della propria tomba (la KV34) nella Valle dei Re: su un pilastro, il re compare con varie donne della casa reale. La regina madre Iside è in una posizione di grande onore, da sola alle spalle dell'augusto figlio mentre questi guida una barca sacra. Nel registro inferiore, si vede Thutmose III che viene simbolicamente allattato da un albero sacro con la sembianze della madre (alle sue spalle, le consorti Satiah e Merira-Hatshepsut, Nebtu e la principessa reale Nefertari.

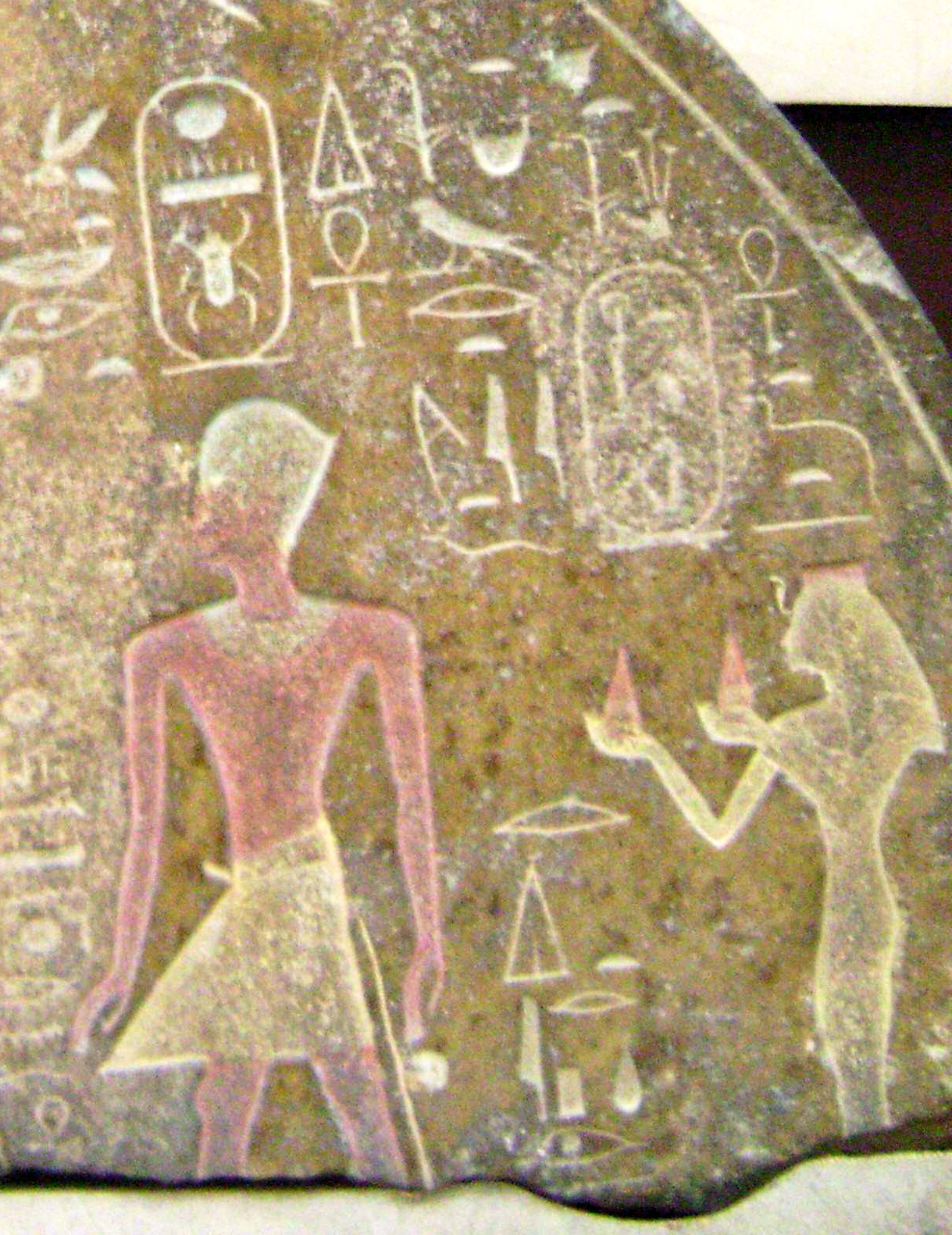
Thutmose III seguìto da sua madre, la regina Iside.
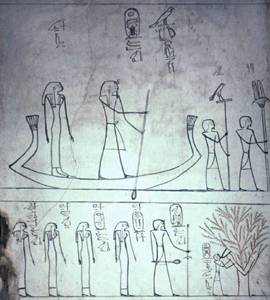
Registro superiore: Thutmose III conduce una barca sacra insieme alla madre Iside. Registro inferiore, destra: il re allattato da un albero sacro con le sembianze e il nome della madre (tomba KV34, Valle dei Re).